# New Chapel Hill
New Chapel Hill est une ville située au centre du comté de Smith, au Texas, aux États-Unis,.

## Démographie
Lors du recensement de 2010, la ville comptait une population de 594 habitants. Elle est estimée, en 2016, à 620 habitants.

### Source de la traduction
- (en) Cet article est partiellement ou en totalité issu de l’article de Wikipédia en anglais intitulé « New Chapel Hill, Texas » (voir la liste des auteurs).